# Bianca Erwee
Bianca Erwee (Hoopstad, 4 marzo 1990) è un'ex multiplista sudafricana.
Nata nella regione del fiume Vaal, Erwee - specializzata nell'eptathlon - è stata più volte campionessa nazionale tra il 2008 e il 2016. Ha gareggiato per il Sudafrica in due Campionati africani, conquistando la medaglia di bronzo in entrambe le occasioni.

## Palmarès
| Anno | Manifestazione      | Sede       | Evento    | Risultato | Prestazione | Note |
| ---- | ------------------- | ---------- | --------- | --------- | ----------- | ---- |
| 2012 | Campionati africani | Porto-Novo | Eptathlon | Bronzo    | 5338 p.     |      |
| 2013 | Universiadi         | Kazan'     | Eptathlon | 10ª       | 5371 p.     |      |
| 2014 | Campionati africani | Marrakech  | Eptathlon | Bronzo    | 5086 p.     |      |